# San Francisco (альбом Бобби Хатчерсона)
San Francisco — альбом джазового вибрафониста Бобби Хатчерсона и саксофониста Харольда Лэнда, выпущенный на лейбле Blue Note в мае 1971 года. На альбоме прослеживается переход от привычного хард-боп-пост-боп стиля, присущего предыдущим альбомам Хатчерсона и Лэнда, к джаз-фьюжну.

## Список композиций
Все композиции написаны Бобби Хатчерсоном, за исключением отмеченных.
1. «Goin’ Down South» (Сэмпл) — 7:10
2. «Prints Tie» — 7:29
3. «Jazz» (Сэмпл) — 5:26
4. «Ummh» — 7:49
5. «Procession» — 5:46
6. «A Night in Barcelona» (Лэнд) — 7:23

## Участники записи
- Бобби Хатчерсон (англ. Bobby Hutcherson) — вибрафон, маримба, перкуссия
- Харольд Лэнд (англ. Harold Land) — тенор-саксофон, флейта, гобой
- Джо Сэмпл (англ. Joe Sample) — пианино, электропианино
- Джон Уильямс — бас, Fender bass
- Микки Рокер (англ. Mickey Roker) — ударные